# Cryptaphis menthae
Cryptaphis menthae är en insektsart. Cryptaphis menthae ingår i släktet Cryptaphis och familjen långrörsbladlöss. Inga underarter finns listade i Catalogue of Life.